# الدوري القطري 1992–93
إحصائيات دوري نجوم قطر في موسم 1992-93.

## نظرة عامة
حقق العربي لقب البطولة.